# Unione Sportiva Poggibonsi Valdelsa 2001-2002
Questa pagina raccoglie le informazioni riguardanti l' Unione Sportiva Poggibonsi Valdelsa nelle competizioni ufficiali della stagione 2001-2002.

## Rosa
| N. |                   | Ruolo | Calciatore           |
| -- | ----------------- | ----- | -------------------- |
|    | Italia (bandiera) | C     | Matteo Baiocchi      |
|    | Italia (bandiera) | A     | Claudio Balesini     |
|    | Italia (bandiera) | P     | Massimiliano Benassi |
|    | Italia (bandiera) | A     | Alessio Bifini       |
|    | Italia (bandiera) | D     | Simone Bonomi        |
|    | Italia (bandiera) | A     | Alessandro Brunetti  |
|    | Italia (bandiera) | D     | Giacomo Callegari    |
|    | Italia (bandiera) | C     | Leonardo Semplici    |
|    | Siria (bandiera)  | C     | Chadi Cheikh Merai   |
|    | Italia (bandiera) | A     | Antonio Cioffi       |
|    | Italia (bandiera) | C     | Mariano Della Monica |
|    | Italia (bandiera) | D     | Luca Fiasconi        |
|    | Italia (bandiera) | D     | Alessandro Fogacci   |
|    | Italia (bandiera) | C     | Marco Fummo          |

| N. |                      | Ruolo | Calciatore         |
| -- | -------------------- | ----- | ------------------ |
|    | Italia (bandiera)    | A     | Federico Gastasini |
|    | Italia (bandiera)    | C     | Roberto Gemmi      |
|    | Italia (bandiera)    | D     | Manuel Machetti    |
|    | Italia (bandiera)    | C     | Ivan Maraia        |
|    | Italia (bandiera)    | C     | Massimo De Marco   |
|    | Italia (bandiera)    | C     | Francesco Meacci   |
|    | Venezuela (bandiera) | C     | Miguel Mea Vitali  |
|    | Italia (bandiera)    | A     | Alessandro Muoio   |
|    | Italia (bandiera)    | D     | Simone Olivieri    |
|    | Italia (bandiera)    | C     | Simone Pacini      |
|    | Italia (bandiera)    | P     | Maurizio Pugliesi  |
|    | Italia (bandiera)    | A     | Simone Rossi       |
|    | Italia (bandiera)    | A     | Gabriele Scandurra |
|    | Italia (bandiera)    | C     | Giuseppe Scarpato  |

}